# Gian Paolo Barbieri
Gian Paolo Barbieri (Milano, 1935 – Milano, 17 dicembre 2024) è stato un fotografo italiano.

## Biografia
Gian Paolo Barbieri nacque a Milano da una famiglia di commercianti di tessuti. Si interessò subito al teatro, formando insieme a due amici "Il Trio", un gruppo teatrale con cui rimisero in scena porzioni di film famosi. Nel 1953 ottenne un ruolo da figurante in Medea di Luchino Visconti, con Sarah Ferrati e Memo Benassi. Non frequentò mai scuole di fotografia, ma il suo grande amore per il cinema americano degli anni '60 lo spinse a sperimentare tecniche di illuminazione nella cantina di casa sua.
ll suo primo incarico come assistente fu a Parigi con il fotografo di Harpeer's Bazaar Tom Kublin, grazie all'aiuto del produttore di seta svizzero Gustav Zumstegcon, amico di famiglia. Quest'esperienza fu brevissima a causa della prematura scomparsa dell'artista. Barbieri tornò a Milano dove nel 1964 aprì uno studio in viale Majno, cominciando presto a collaborare con la rivista Novità che due anni dopo diventerà Vogue Italia. Iniziò allora la sua collaborazione con le testate del gruppo Condé Nast come Vogue Italia, Vogue America, Vogue Francia e Vogue Germania. Barbieri fotografò i grandi volti  della Dolcevita italiana; a Cinecittà si occupava degli attori emergenti e di notte sviluppava le foto nel bagno dell'albergo in cui alloggiava. Lavorò con monumenti della moda mondiale come Diana Vreeland, Yves Saint Laurent, Valentino e Pino Lancetti e fotografò attrici, modelle e modelli internazionali come Mirella Petteni, Jerry Hall, Fabio Mancini (modello), Veruschka, Monica Bellucci e Audrey Hepburn.
Contemporaneamente fu artefice di campagne per le maggiori case di moda internazionali come Valentino, Gianni Versace, Gianfranco Ferré, Armani, Bulgari, Chanel, Yves Saint Laurent, Dolce & Gabbana, Vivienne Westwood e molte altre ancora. Gian Paolo Barbieri fu chiamato a lavorare anche per Vogue America dalla direttrice Diana Vreeland, ma rifiutò.
Nel 1968 la rivista tedesca Stern lo collocò fra i 14 migliori fotografi di moda del mondo.
A partire dagli anni '90 unì alla passione della moda la ricerca per i paesaggi, i ritratti e gli still life di paesi e culture esotiche. Pubblicò svariati libri di fotografie con le foto della sua ricerca etnografica e dei suoi viaggi. Nel 2016 trasferì il suo immenso archivio alla Fondazione Barbieri che ha lo scopo di conservare l'eredità culturale del fondatore e di promuovere ed assistere i nuovi talenti del mondo della moda. Nel 2018 ricevette a New York il prestigioso premio per la fotografia di moda dalla giuria internazionale dei Lucie Award.
Continuò fino agli ultimi tempi la sua attività di fotografo per redazionali e clienti speciali.

## Lo stile
Gli scatti di Gian Paolo Barbieri sono caratterizzati da un occhio attento a ogni dettaglio e da un gusto eccentrico facilmente riconoscibile. Barbieri infatti curava lui stesso trucco, accessori, pettinature dei modelli, scenografia, ruolo che oggi spetterebbe al Fashion Editor. Una delle sue copertine più famose ritrae una modella che sfoggia degli orecchini fatti con palle da ping pong color madre perla. Nei suoi scatti tratta i capi come opere d'arte, cercando di riprodurne la poesia e di entrare nella mente dello stilista. Da sempre apprezzatissimo nel mondo della moda di Haute couture, è grazie al sodalizio con lo stilista Valentino che Barbieri riesce ad esprimere il suo stile e ad inventare la concezione moderna della campagna pubblicitaria.  Barbieri ha sempre studiato l'idea che stava dietro i suoi scatti con una visione al di fuori degli schemi, ha compiuto diverse "follie" per realizzare le sue fotografie. Ad esempio mobilitò Port Sudan per fargli sollevare un cammello con una gru, oppure aspettò per giorni che un pesce cane abbastanza grande, 7 metri, abboccasse con l'idea di farlo indossare al modello. Grande appassionato di arte e teatro, Barbieri ha sempre ritenuto fondamentale la conoscenza artistica e lo studio preliminare di uno scatto fino ad ogni dettaglio. Ha spesso inserito nei suoi lavori citazioni di maestri di arti visive, del cinema e del futurismo, ricercando più di altra cosa l'immediatezza, la capacità di un'immagine di catturare l'occhio.
Con Gianni Penati fu il primo fotografo di moda a lavorare per la neonata Vogue Italia, le sue foto tradiscono l'amore per il cinema del maestro. Fino agli anni 90 frequentemente la sua illuminazione preferita era costituita dai grossi proiettori cinematografici a luce continua. Anche la predilezione per set con complicate costruzioni scenografiche e la perfetta padronanza di allestimenti con diversi modelli e figuranti rivelano qualità da regista oltre che da fotografo. Barbieri scattò foto di moda in grande formato; lo testimoniano anche le Polaroid, in grande formato appunto, presenti in alcune sue mostre.

## Opere
- Artificial, FotoSelex, 1982.
- I grandi fotografi: Barbieri, gruppo editoriale Fabbri, 1982.
- Venti Anni di Vogue Italia 1964-1984, Edizioni Condé Nast, 1984.
- Silent Portraits, Massimo Baldini, 1984.
- Barbieri, Fabbri, 1988.
- Tahiti tattoos, Fabbri, 1989.
- The maps of desire, Pomellato, 1989.
- Pappa & Ciccia, Pappa & Ciccia Editori, 1991.
- Madagascar, Taschen, 1997.
- Tahiti tattoos, Taschen, 1998.
- Equator, Tashen, 1999.
- Exotic nudes, Taschen, 1999.
- A History of fashion, Photology, 2001.
- Innatural, Contrasto, 2004.
- Sud, Pomellato, 2006.
- Body haiku, Dolci Japan gallery, 2007.
- Gian Paolo Barbieri, Federico Motta, 2007.
- Dark memories, Skira, 2013.
- Skin, Silvana, 2015.
- Flowers, Silvana, 2016.
- Fiori della mia vita, Silvana, 2016.

## Pubblicazioni
- Novità
  - 1963 : luglio, novembre
  - 1964 : febbraio, luglio, settembre, ottobre, novembre
  - 1965 : settembre
- Vogue Italia
  - 1965 : novembre (Isa Stoppi), dicembre (Mirella Petteni)
  - 1966 : gennaio, febbraio, novembre, dicembre
  - 1967 : novembre, dicembre
  - 1968 : gennaio, febbraio, aprile, maggio, giugno, settembre, ottobre
  - 1969 : gennaio, febbraio, marzo, luglio
  - 1971 : aprile
  - 1972 : maggio, ottobre, dicembre
  - 1973 : giugno, settembre, ottobre, dicembre
  - 1974 : marzo, giugno, settembre, novembre
  - 1975 : marzo, aprile, giugno, settembre, ottobre, novembre, dicembre
  - 1976 : settembre, ottobre, dicembre
  - 1977 : marzo, aprile, maggio, novembre, dicembre
  - 1978 : aprile, maggio, giugno, novembre, dicembre
  - 1979 : gennaio, marzo, luglio, dicembre
  - 1980 : febbraio, marzo, maggio, giugno, ottobre, dicembre
  - 1981 : febbraio, maggio, settembre, ottobre, dicembre
  - 1982 : giugno, settembre
  - 1983 : gennaio
  - 1985 : marzo
  - 2013 : marzo

- Linea Italiana
  - 1966 : primavera-estate
  - 1967 : autunno-inverno
  - 1968 : primavera-estate

- Vogue Paris
  - 1974 : giugno

- Vogue Giappone
  - 2017 : gennaio

- Progresso Fotografico
  - 1981 : gennaio

- Photo Italia
  - 1989 : numero 165
  - 1990 : numero 180
  - 2001 : numero 11

- iO Donna
  - 1997 : marzo, aprile, luglio
  - 1998 : luglio, novembre
  - 1999 : dicembre

- GQ
  - 2000 : luglio, settembre, ottobre, novembre
  - 2001 : febbraio, marzo, agosto, settembre, ottobre, novembre
  - 2002 : giugno, luglio
  - 2003 : gennaio, marzo, maggio, novembre
  - 2004 : febbraio, giugno
  - 2005 : aprile, maggio, agosto, novembre
  - 2006 : febbraio, maggio
  - 2014 : luglio

- GQ Russia
  - 2011 : marzo

- Vanity Fair
  - 2004 : marzo, maggio
  - 2005 : maggio, ottobre
  - 2006 : luglio, novembre
  - 2008 : agosto, settembre
  - 2009 : luglio

- Glamour
  - 2015 : ottobre

## Mostre
- Shots of style, Victoria and Albert Museum, London, 1984[11]
- Twenty years of Vogue 1964–1984, la Triennale, 1984[12]
- Gian Paolo Barbieri and fashion 1964–1986, la Rinascente, 1986
- Oceans, galleria G&B, Flero 2008
- SI fest Savignano, 2008[13]
- La magia della Polaroid, Il centro Italiano della fotografia d’Autore Bibbiena, 2009[14]
- Gian Paolo Barbieri, galleria Forni Bologna, 2009[15]
- Atri festival reportage, Atri, Teramo, 2009[16]
- La moda scritta con la luce, palazzo Arese Borromeo, Cesano Maderno 2009[17]
- Exotica, Clic bookstore & gallery, New York, 2010[18]
- Fotografie – Gian Paolo Barbieri, Wave photogallery, Brescia, 2012[19]
- Dark memories, galleria Sotheby's, Milano, 2013[20]
- The forbidden works, Photology art gallery, Milano, 2013
- Fucecchio photo festival, 2013[21]
- The seduction of fashion, Saint Bénin center, Aosta, 2014
- MIA photo Fair, Singapore 2014[22]
- Fashion and fiction, MAMM - multimedia art museum - Moscow, 2015[23]
- MIA photo fair, The mall - Porta Nuova Milano, 2015[24]
- Gian Paolo Barbieri il regista della moda, palazzo Corvaja - Taormina, 2015[25]
- Artefiera 2016, Bologna, 2016[26]
- Fashion and fiction, Zarya - contemporary art center - Vladivostok[27]
- MIA photo fair, The mall - Porta Nuova Milano, 2016[24]
- WOP art fair, centro esposizioni, Lugano, 2016[28]
- Eye. heart and mind, galleria 29 arts in progress, Milano 2016
- "Di Moda" fotografie dal 1950 al 2000, Macof, Brescia, 2017[29]
- In Viaggio, galleria 29 arts in progress, Milano 2017
- My name is style, galleria 29 arts in progress, Milano 2018[30]
- Artefiera 2016, Bologna, 2018[26]
- MIA photo fair, The mall - Porta Nuova Milano, 2018[24]
- Photo London 2018, Somerset House - Londra, 2018[31]
- Fashion and fiction, Nizhny Novgorod, Russia, 2019[32]
- Arti educare, Potenza, 2019
- Photo London 2019, Somerset House - Londra, 2019[31]
- Polaroids and more, galleria 29 Arts In Progress, Milano, 10 maggio - 27 luglio 2019[10]
- Photo Basel, Basel, 2019[33]
- Vedo Nudo, arte tra seduzione e censura, Palazzina Azzurra, San Benedetto del Tronto, 6 luglio - 6 ottobre 2019[34]
- Collezione Permanente, Victoria and Albert museum, Londra[35]